# The Voyage
Pour les articles homonymes, voir Voyage (homonymie).
The Voyage est un parcours de montagnes russes hybrides avec une structure en acier et une piste en bois. L'attraction a ouvert le 6 mai 2006 à Holiday World, à Santa Claus, dans l'Indiana, aux États-Unis.

## Parcours
Le tour commence par une ascension de 49,7 mètres suivi de plusieurs chutes dont la première, la principale de 46,9 mètres. Le parcours est ponctué par le passage sous des tunnels à cinq reprises. C'est à ce jour le troisième parcours de montagnes russes en bois le plus long du monde avec un parcours de 1 963,5 mètres, le quatrième plus rapide avec une vitesse de 108,5 km/h et le sixième plus haut (49,7 mètres).

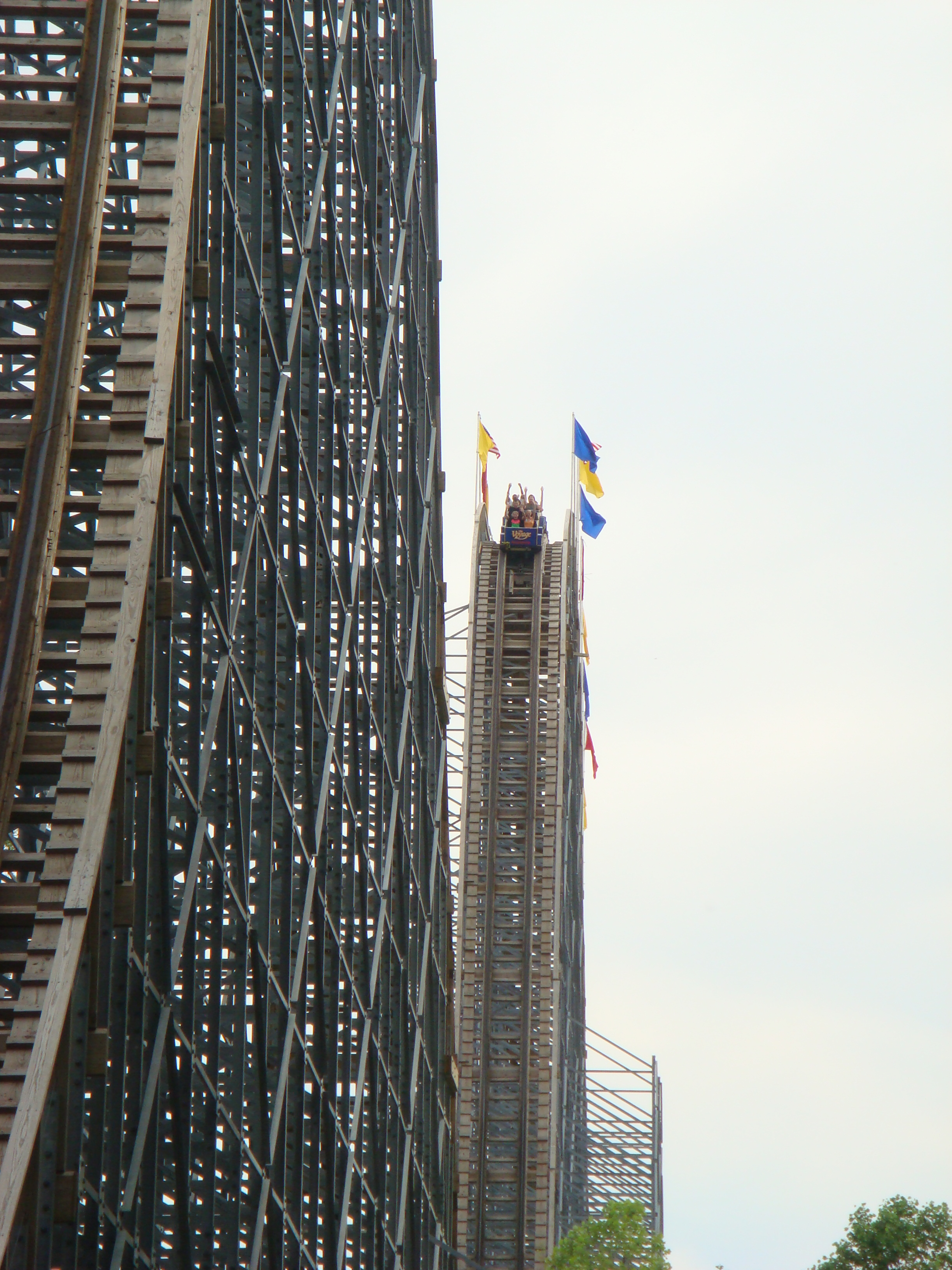
Première descente.
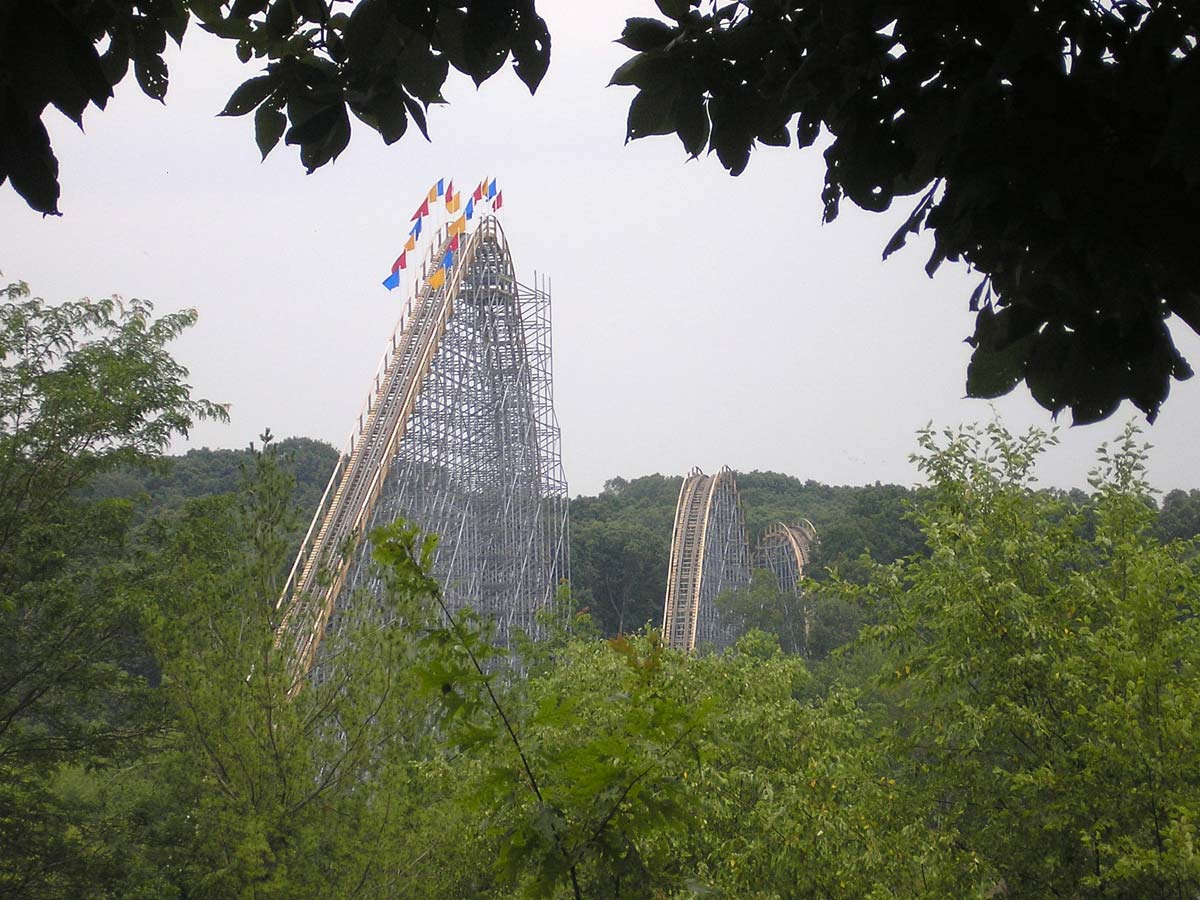
Les points culminants de l'attraction.
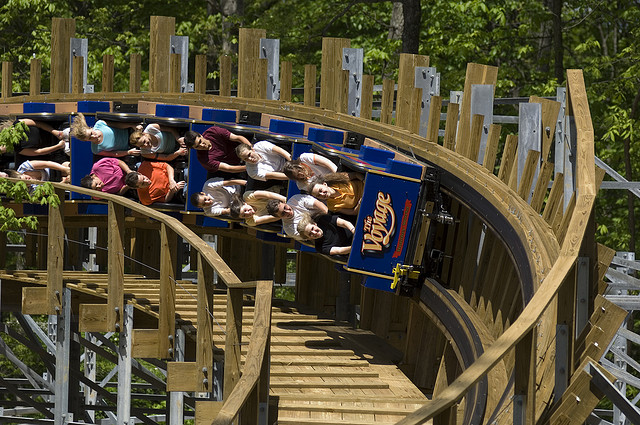
Le train sur une voie relevée à 90°.

## Récompenses
En 2006, The Voyage a été récompensé d'un Golden Ticket Awards décerné par Amusement Today dans la catégorie "Meilleures nouvelles montagnes russes". En 2007 et 2008, il remporta encore une fois ce prix dans la catégorie "Meilleures montagnes russes en bois".